# Khaled Saleh
Khaled Saleh Hussain Al-Qahtani (18 luglio 1979) è un ex calciatore qatariota, di ruolo difensore.

## Carriera

### Nazionale
Ha debuttato in Nazionale il 2 giugno 2000, nell'amichevole Singapore-Qatar (1-5). Ha messo a segno la sua prima ed unica rete con la selezione qatariota il successivo 10 giugno, nell'amichevole Thailandia-Qatar (2-3), siglando il gol del momentaneo 0-1 al minuto 5 del primo tempo. Ha partecipato, con la selezione qatariota, alla Coppa d'Asia 2000. Ha totalizzato, con la selezione qatariota, 15 presenze e una rete.

## Statistiche

### Cronologia presenze e reti in nazionale
| Cronologia completa delle presenze e delle reti in nazionale ― Qatar | Cronologia completa delle presenze e delle reti in nazionale ― Qatar | Cronologia completa delle presenze e delle reti in nazionale ― Qatar | Cronologia completa delle presenze e delle reti in nazionale ― Qatar | Cronologia completa delle presenze e delle reti in nazionale ― Qatar | Cronologia completa delle presenze e delle reti in nazionale ― Qatar | Cronologia completa delle presenze e delle reti in nazionale ― Qatar | Cronologia completa delle presenze e delle reti in nazionale ― Qatar |
| Data                                                                 | Città                                                                | In casa                                                              | Risultato                                                            | Ospiti                                                               | Competizione                                                         | Reti                                                                 | Note                                                                 |
| -------------------------------------------------------------------- | -------------------------------------------------------------------- | -------------------------------------------------------------------- | -------------------------------------------------------------------- | -------------------------------------------------------------------- | -------------------------------------------------------------------- | -------------------------------------------------------------------- | -------------------------------------------------------------------- |
| 2-6-2000                                                             | Singapore                                                            | Singapore                                                            | 1 – 5                                                                | Qatar                                                                | Amichevole                                                           | -                                                                    | 82’                                                                  |
| 10-6-2000                                                            | Bangkok                                                              | Thailandia                                                           | 2 – 3                                                                | Qatar                                                                | Amichevole                                                           | 1                                                                    |                                                                      |
| 24-7-2001                                                            | Gagny                                                                | Qatar                                                                | 1 – 0                                                                | Macedonia                                                            | Amichevole                                                           | -                                                                    | 66’                                                                  |
| 18-10-2001                                                           | Kuwait City                                                          | Kuwait                                                               | 0 – 1                                                                | Qatar                                                                | Amichevole                                                           | -                                                                    |                                                                      |
| 30-12-2001                                                           | Doha                                                                 | Qatar                                                                | 2 – 2                                                                | Egitto                                                               | Amichevole                                                           | -                                                                    |                                                                      |
| 10-2-2002                                                            | Bangkok                                                              | Corea del Nord                                                       | 1 – 1                                                                | Qatar                                                                | Amichevole                                                           | -                                                                    |                                                                      |
| 12-2-2002                                                            | Bangkok                                                              | Thailandia                                                           | 1 – 0                                                                | Qatar                                                                | Amichevole                                                           | -                                                                    |                                                                      |
| 14-2-2002                                                            | Bangkok                                                              | Singapore                                                            | 0 – 3                                                                | Qatar                                                                | Amichevole                                                           | -                                                                    |                                                                      |
| 16-2-2002                                                            | Bangkok                                                              | Singapore                                                            | 0 – 2                                                                | Qatar                                                                | Amichevole                                                           | -                                                                    |                                                                      |
| 19-8-2011                                                            | Doha                                                                 | Qatar                                                                | 0 – 1                                                                | Iraq                                                                 | Amichevole                                                           | -                                                                    |                                                                      |
| 25-8-2011                                                            | Al Ain                                                               | Emirati Arabi Uniti                                                  | 3 – 1                                                                | Qatar                                                                | Amichevole                                                           | -                                                                    |                                                                      |
| 4-11-2011                                                            | Doha                                                                 | Qatar                                                                | 0 – 0                                                                | Oman                                                                 | Amichevole                                                           | -                                                                    | 46’                                                                  |
| 28-5-2012                                                            | Doha                                                                 | Qatar                                                                | 0 – 0                                                                | Palestina                                                            | Amichevole                                                           | -                                                                    |                                                                      |
| 9-10-2012                                                            | Doha                                                                 | Qatar                                                                | 1 – 1                                                                | Oman                                                                 | Amichevole                                                           | -                                                                    |                                                                      |
| 7-11-2012                                                            | Doha                                                                 | Qatar                                                                | 2 – 1                                                                | Iraq                                                                 | Amichevole                                                           | -                                                                    | 58’                                                                  |
| Totale                                                               |                                                                      | Presenze                                                             | 15                                                                   |                                                                      | Reti                                                                 | 1                                                                    |                                                                      |

## Palmarès

### Club

#### Competizioni nazionali
- Campionato qatariota di calcio: 1

Qatar SC: 2002-2003
- Coppa dell'Emiro del Qatar: 1

Qatar SC: 2000-2001
- Coppa di Qatar: 3

Qatar SC: 2001-2002, 2003-2004, 2008-2009